# Interferòmetre Espacial Infraroig
L'interferòmetre espacial infraroig (en anglès Infrared Spatial Interferometer o ISI) és un interferòmetre astronòmic compost per un conjunt de tres telescopis de 165 cm operant en la franja de l'infraroig mitjà. Són telescopis mòbils emplaçats actualment a l'Observatori de Mount Wilson (a 32 km de Los Angeles), separats 70 m entre si, amb una resolució d'un telescopi de tal diàmetre. Els senyals es converteixen en radiofreqüències a través d'un circuit heterodí, i després són combinats electrònicament amb tècniques copiades de la radioastronomia. "ISI" part de la UC Berkeley "Laboratori de Ciències de l'Espai. La línia de base més llarga (70 m) té una resolució angular de 0,003 arcsec, amb una longitud d'ona d'11 micròmetres. El 9 de juliol del 2003, ISI registrà el seu primer mesurament en fase closa i síntesi d'obertura, en infraroig mitjà.